# Ville-au-Val
Ville-au-Val település Franciaországban, Meurthe-et-Moselle megyében. Lakosainak száma 183 fő (2022. január 1.). Ville-au-Val Autreville-sur-Moselle, Belleau, Bezaumont, Landremont, Millery és Sainte-Geneviève községekkel határos.

## Népesség
A település népessége az elmúlt években az alábbi módon változott:
| Lakosok száma | 121  | 134  | 136  | 167  | 195  | 203  | 197  | 191  | 191  | 183  |
|               | 1968 | 1982 | 1990 | 2006 | 2013 | 2015 | 2017 | 2019 | 2020 | 2022 |